# Cyberpunk 2
Cyberpunk 2 (под кодовым названием Project Orion) — будущая компьютерная игра, разрабатываемая CD Projekt Red. Она станет продолжением Cyberpunk 2077.

## Предпосылки
Cyberpunk 2 — продолжение Cyberpunk 2077, в котором сохранена та же концепция. Создатель Cyberpunk Майкл Пондсмит рассказал, что в игре будет второй город, который «будет похож на Чикаго, в котором что-то пошло не так». Также были упомянуты такие особенности, как «самая реалистичная и отзывчивая система толпы на сегодняшний день», «запоминающиеся боевые столкновения» и «разнообразие впечатлений, учитывающее все доступные стили игры». 

## Разработка
Cyberpunk 2, известная внутри компании как Project Orion, разрабатывается североамериканскими студиями CD Projekt в Бостоне и Ванкувере, причем первая была основана ключевыми членами команды Cyberpunk 2077. По словам исполнительного продюсера Дэна Хернберга, новое место поможет сделать игру более «аутентично американской». По оценкам CD Projekt, для создания игры потребуется от 350 до 500 разработчиков. Разработкой руководит Габриэль Аматанджело, который также был режиссёром дополнения Cyberpunk 2077: Phantom Liberty. Анна Мегилл, ранее работавшая над Control, Dishonored: Death of the Outsider и Guild Wars 2, присоединилась к команде в качестве ведущего сценариста, а Александр Фрид, работавший в BioWare над Star Wars: The Old Republic, стал ещё одним сценаристом. Игра разрабатывается на Unreal Engine 5, на который CD Projekt Red перешла после отказа от собственного REDengine. Компания Amatangelo сообщила, что они тесно сотрудничают с Epic Games, чтобы внедрить функции, которые в REDengine реализованы лучше, чем в Unreal, назвав технологический переход скорее стратегическим сдвигом, чем началом с нуля.
Игра перешла в стадию подготовки к производству в мае 2025 года. CD Projekt не исключает, что Cyberpunk 2 может выйти не раньше конца 2030 года или даже начала 2031 года, заявляя: «Наш путь от подготовки к производству до окончательного релиза занимает в среднем четыре-пять лет».

## Маркетинг
Cyberpunk 2 была анонсирована в октябре 2022 года.